# Lía Maldonado
Lía Celeste Maldonado Parada (Santiago de Chile, 1960) es una actriz chilena, de teatro, cine y televisión.

## Biografía
Estudió Pedagogía en educación parvularia en la Universidad de Chile. Posteriormente, cursó Teatro en la Escuela de Teatro de la Pontificia Universidad Católica de Chile.
En 1995 fundó la compañía ‘La Bombilla’, junto a la también actriz, Andrea Gaete, quienes desde ese año se han encargado de mostrar a los niños el mágico mundo de los libros a través de las sombras.
A nivel académico, se ha desarrollado como docente en la Universidad de Los Lagos, dictó clases de cátedra de actuación, voz y movimiento.

## Vida personal
Es pareja del actor y director de teatro, Gregory Cohen.

## Cine
- 1998: El hombre que imaginaba
- 2005: El baño
- 2007: La pimpinela negra
- 2008: Secretos
- 2009: El baile de la Victoria
- 2011: El Ejercito de los Helechos
- 2015: El Último Lonco
- 2019: Pelícano

## Televisión
- 1987: La última cruz
- 1994: Mea culpa
- 2007: La recta provincia
- 2008: Lola 2
- 2012: Infieles
- 2013: Diario de mi residencia en Chile: María Graham
- 2013: Maldito corazón
- 2013: Prófugos
- 2015: Sitiados
- 2016: 20añero a los 40
- 2017: Irreversible
- 2017: 12 días que estremecieron Chile
- 2017: Ramona
- 2018: Casa de Angelis
- 2021: Isabel

## Teatro
- 2020: Proyecto No, estrenada en Teatro Ictus.